# Gildford
Gildford és una concentració de població designada pel cens dels Estats Units a l'estat de Montana. Segons el cens del 2000 tenia 185 habitants.

## Demografia
Segons el cens del 2000, Gildford tenia 185 habitants, 76 habitatges, i 54 famílies. La densitat de població era de 14,3 habitants per km².
Dels 76 habitatges en un 31,6% hi vivien nens de menys de 18 anys, en un 64,5% hi vivien parelles casades, en un 3,9% dones solteres, i en un 28,9% no eren unitats familiars. En el 27,6% dels habitatges hi vivien persones soles el 13,2% de les quals corresponia a persones de 65 anys o més que vivien soles. El nombre mitjà de persones vivint en cada habitatge era de 2,43 i el nombre mitjà de persones que vivien en cada família era de 2,98.
Per edats la població es repartia de la següent manera: un 27% tenia menys de 18 anys, un 4,9% entre 18 i 24, un 25,9% entre 25 i 44, un 21,1% de 45 a 60 i un 21,1% 65 anys o més.
L'edat mediana era de 40 anys. Per cada 100 dones de 18 o més anys hi havia 84,9 homes.
La renda mediana per habitatge era de 33.125 $ i la renda mediana per família de 43.750 $. Els homes tenien una renda mediana de 23.125 $ mentre que les dones 28.438 $. La renda per capita de la població era de 17.648 $. Aproximadament el 4,4% de les famílies i el 4,9% de la població estaven per davall del llindar de pobresa.

## Poblacions més properes
El següent diagrama mostra les poblacions més properes.